# Serebrînți, Moghilău
Serebrînți (în ucraineană Серебринці) este localitatea de reședință a comunei Serebrînți din raionul Moghilău, regiunea Vinnița, Ucraina.

## Demografie
Componența lingvistică a localității Serebrînți
     Ucraineană (99,08%)
     Alte limbi (0,92%)
Conform recensământului din 2001, majoritatea populației localității Serebrînți era vorbitoare de ucraineană (99,08%), existând în minoritate și vorbitori de alte limbi.